# Kvibille
Kvibille est une localité de Suède située dans la commune de Halmstad du comté de Halland. Elle couvre une superficie de 0,86 km2. En 2010, elle compte 925 habitants.